# Ma'dam
Ma'dam was een lesbisch tijdschrift dat werd uitgegeven van 1986 tot 1999. Er verschenen 5 nummers per jaar (tweemaandelijks). Het tijdschrift werd gemaakt door de vrouwenafdeling van het COC Amsterdam en werd samengesteld door de vrouwenredactie, benoemd door het COC-vrouwenplatform Amsterdam. Vanaf 1996 ging het blad verder onder de naam Madam. Nummer 3 in 1999 was het laatste nummer, waarin ook in het redactioneel aandacht werd besteed aan dat feit.
De redactie bestond bij aanvang uit Annemarie Braakman, Catja Capon, Trudy van Haperen, Myrthe Heydelberg (illustraties), Berty te Kronie (foto's), Els Piekaar en Marijke Verhoeff. Vormgeving werd verzorgd door Ida Rouwenhorst. De medewerkers waren allen vrijwilligers. De oplage van het eerste nummer bestond uit 1000 exemplaren, maar steeg naar 1500 exemplaren aan het einde van 1986, waarna de oplage schommelde tussen de 1000 en 2000 exemplaren.
De complete jaargangen zijn te raadplegen bij IHLIA LGBT Heritage.